# Roi sans carrosse
Albums de Oxmo Puccino
L'Arme de paix
(2009) La Voix lactée
(2015)
Roi sans carrosse est le sixième album du rappeur français Oxmo Puccino, sorti le 17 septembre 2012. 
Le 8 février 2013, Oxmo Puccino remporte grâce à cet album la victoire de la musique du meilleur album de musique urbaine aux dépens de Tal avec son album Le Droit de rêver, Sexion d'Assaut avec leur album L'Apogée et de Disiz avec son album Extra-lucide.
Deux singles sont tirés de cet album : Le Sucre pimenté et Artiste. Le premier connait un remix quelques semaines après sa sortie, où apparaissent Orelsan, Greg Frite, Busta Flex, Grodash, Youssoupha, Dabaaz, 3010 et 20syl,.

## Genèse
L'album est composé en seulement treize jours en février 2012, lors d’un séjour d'Oxmo Puccino à Itacaré, au Brésil, où il est invité par Vincent Cassel, Kim Chapiron et Pierre Grillet. À son arrivée, le rappeur se voit offrir une guitare de bossa nova, et inspiré par la musique locale, notamment Seu Jorge, Chico Buarque et Cartola, il enregistre les onze maquettes avec un simple multipiste.
Contrairement à son album précédent qu'il avait réalisé en près de trois ans, cette expérience dans un cadre épuré « a changé [sa] vision de la musique », l'incitant à privilégier la simplicité et à se libérer des contraintes du studio.

## Critiques
Roi sans carrosse est dans l'ensemble très bien accueilli par la critique, le talent d'écriture d'Oxmo Puccino étant salué à maintes reprises ,. L'Express est élogieux et juge l'album très innovant grâce à ses mélodies composées à la guitare, allant jusqu'à comparer le titre éponyme à du Léo Ferré. Pour eux, Oxmo Puccino « montre encore son intelligence et son sens du flow, avec un style riche en oxymores ». 

## Titres
| 1.    | Le mal que je n'ai pas fait | Oxmo Puccino          | 3:28 |
| 2.    | Artiste                     | Oxmo Puccino          | 2:58 |
| 3.    | Parfois                     | Oxmo Puccino          | 3:08 |
| 4.    | Pam Pa Nam                  | Oxmo Puccino          | 3:20 |
| 5.    | La danse couchée            | Oxmo Puccino, Mai Lan | 3:36 |
| 6.    | Le vide en soi              | Oxmo Puccino          | 2:22 |
| 7.    | Pas ce soir                 | Oxmo Puccino          | 2:32 |
| 8.    | Les gens de 72              | Oxmo Puccino          | 2:19 |
| 9.    | Un an moins le quart        | Oxmo Puccino          | 3:21 |
| 10.   | Le sucre pimenté            | Oxmo Puccino          | 2:44 |
| 11.   | Roi sans carrosse           | Oxmo Puccino          | 1:55 |
| 31:43 |                             |                       |      |

## Récompense
- 2013 : Victoire de la musique de l'album de musiques urbaines de l'année.